# 贾小华
贾小华，计算机专家，哈尔滨工业大学深圳研究生院教授、香港城市大学讲座教授。任中华人民共和国教育部第四批"长江学者"特聘教授，曾就读于中国科学技术大学计算机系、东京大学。